# ГЕС Гранд-Кулі
ГЕС Гранд-Кулі — гідроелектростанція у штаті Вашингтон яка є найпотужнішою у Сполучених Штатах Америки. Знаходячись між ГЕС Арроу-Лейк (вище за течією у Канаді) та ГЕС Вождя Джозефа, входить до складу каскаду на річці Колумбія, котра починається у Канаді та має устя на узбережжі Тихого океану на межі штатів Вашингтон та Орегон.
У 1933—1941 роках річку перекрили бетонною греблею, центральна секція якої містила водоскиди, а під ліво- та правобережними частинами розташувались пригреблеві машинні зали. В 1967—1974 її продовжили за рахунок додаткового правого крила, поставленого під кутом до первісної споруди, практично паралельно руслу річки. Це дозволило облаштувати третій, і найбільш потужний, машинний зал. Гребля має висоту 168 метрів, довжину 1592 метри, товщину від 9 (по гребеню) до 152 (по основі) метрів та потребувала 9156 тис. м3 матеріалу. Вона утримує водосховище Франкліна Д. Рузвельта, витягнуте по долині Колумбії на 243 км (крім того, велика затока простягнулась на 60 км по долині лівої притоки Спокан). Резервуар має площу поверхні 324 км2 та об'єм 11,8 млрд м3, в тому числі корисний об'єм 6,4 млрд м3.
В 1941—1950 роках станцію обладнали 18 турбінами потужністю по 108 МВт, які в подальшому були модернізовані до показника у 125 МВт. Введений в експлуатацію у 1970-х третій зал містить шість турбін, три з яких наразі мають потужність по 690 МВт, а три — по 805 МВт. Крім того, існують три гідроагрегати з показником по 10 МВт призначені для обслуговування власних потреб станції. Встановлені на Гранд-Кулі турбіни відносяться до типу Френсіс та використовують напір у 101 метр. Їх сукупна річна виробітка складає 24,5 млрд кВт-год електроенергії.
Видача продукції відбувається по ЛЕП, розрахованих на роботу під напругою 525, 230 та 115 кВ.
Окрім виробітку електроенергії, комплекс забезпечує зрошення 271 тисячі гектарів земель.